# Oblique koordinater
Sammenligning af ortogonale og oblique koordinatsystemer.
Oblique koordinater anvendes bl.a. inden for statistisk-matematisk faktoranalyse af en korrelationsmatrice til afbildning af korrelerede faktordimensioner, der fremkommer som følge af særlige faktor-rotationsmetoder, som tillader forekomst af oblique faktorer (fx Oblimin rotation). Dette i modsætning til ortogonale koordinater, der afbilder ukorrelerede faktordimensioner, og som fremkommer via retvinklede faktor-rotationsmetoder (fx Varimax rotation).
Hvis den kartesianske ligning for en kurve i et ortogonalt (retvinklet) koordinatsystem som vist i Fig. 1. anvendes på et skråt (spids- el. stumpvinklet) koordinatsystem med oblique koordinater som vist i Fig. 2., vil resultatet blive en forvrænget kurve. For eksempel vil en cirkel som vist i Fig. 1. blive omdannet til en ellipse som vist i Fig. 2.